# Norbert Fessler

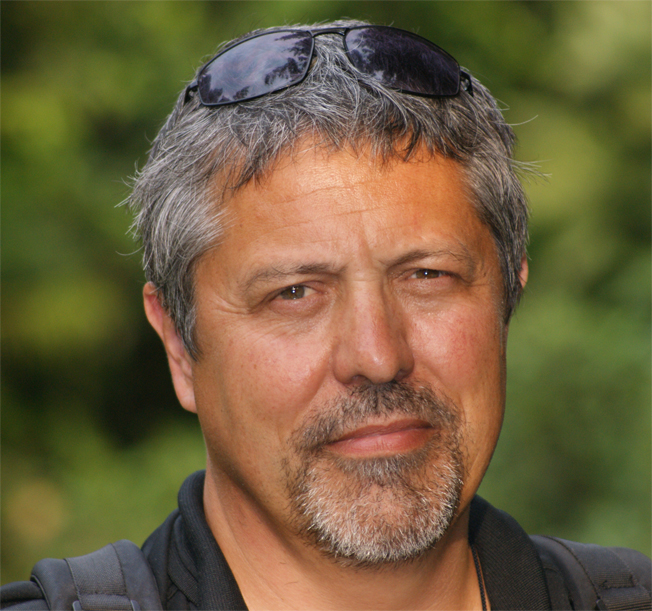
Norbert Fessler

Norbert Fessler (* 30. Oktober 1955) ist ein deutscher Sportwissenschaftler. Bekannt geworden ist er durch eine Vielzahl von Beiträgen in den Sozialwissenschaften des Sports, insbesondere durch seine Arbeiten zu Körperbildung, Achtsamkeit und Entspannung.

## Akademischer Werdegang
Norbert Fessler studierte von 1977 bis 1982 die Fächer Sportwissenschaft und Germanistik an den Universitäten Mannheim sowie Freiburg und schloss dieses mit dem Ersten Staatsexamen für das Lehramt an Gymnasien ab.
Seinen Vorbereitungsdienst für das Lehramt an Gymnasien (1983–1984) absolvierte er am Staatlichen Seminar für Schulpädagogik in Freiburg im Breisgau. Nachdem er sein Zweites Staatsexamen für das Lehramt an Gymnasien bestanden hatte, unterrichtet er von 1984 bis 1986 als Lehrer am Gymnasium in Spaichingen in den Fächern Sport und Deutsch und wurde dort schließlich zum Studienrat ernannt.
In den Jahren 1986 bis 1998 war er als wissenschaftlicher Referent am Ministerium für Kultus, Jugend und Sport Baden-Württemberg in Stuttgart tätig. Seine Ernennung zum Regierungsschulrat erfolgte 1990, zum Regierungsschuldirektor 1992. Zu seinen Aufgaben gehörte die Neustrukturierung des Behindertensports und die Kooperation von Schule und Sportverein.
Während dieser Zeit promovierte er bei Hermann Rieder und Klaus Bös zum Dr. phil. an der Fakultät für Sozial- und Verhaltenswissenschaften der Universität Heidelberg mit dem Thema: „Bedürfnisstruktur und Bedürfnisbefriedigung im Leistungssport“. Hierzu erhielt er eine „Lobende Anerkennung (3. Platz)“ beim Carl-Diem-Wettbewerb 1991/92.
Seine Habilitation mit der venia legendi für Sportwissenschaft erfolgte im Fachbereich Sportwissenschaften und Arbeitslehre der Universität Frankfurt am Main. Seine Habilitationsschrift hat den Titel „Funktionen und Folgen institutionalisierter Kooperation von Schule und Sportselbstverwaltung – Ein differenzierungstheoretischer Ansatz mit pädagogischen Betrachtungen und empirischen Analysen“.
Nach mehrjährigen Tätigkeiten als Privatdozent an den Universitäten Frankfurt am Main (1998 bis 1999), Heidelberg (1999 bis 2000) und Karlsruhe (2000–2003) trat er die Professur (C3) für Sportwissenschaft an der Pädagogischen Hochschule in Weingarten an. Dann folgte er dem Ruf auf die Professur (W3) für Sozialwissenschaften des Sports am Institut für Bewegungserziehung und Sport der Pädagogischen Hochschule Karlsruhe und übernahm die Leitung des Instituts für Bewegungserziehung und Sport (bis 2021).
2007 entwickelte er gemeinsam mit Günter Stibbe den Bachelor-Studiengang „Sport-Gesundheit-Freizeit“ (jetzt Sport-Gesundheit-Freizeitbildung) an der Pädagogischen Hochschule Karlsruhe und leitete diesen bis 2020.

## Arbeits- und Forschungsschwerpunkte
Zu seinen Arbeitsschwerpunkten zählen u. a. Sport- und Schulsportentwicklung, Gesundheitsförderung im Lebenslauf sowie Körperbildung, Achtsamkeit und Entspannung. Neben Vorträgen und Seminaren legte er hierzu zahlreiche Publikationen vor. Hervorzuheben ist für den Themenschwerpunkt ‚Schulsportentwicklung‘ das ‚Handbuch Schulsport ‘, das bundesweit an Hochschulen als Lehrbuch in der Ausbildung von Lehramtsstudierenden eingesetzt wird.
2010 begann er seine persönlichen Erfahrungen mit verschiedenen Entspannungstechniken beruflich zu vertiefen und gründete daraufhin die Forschungsgruppe ‚Karlsruher EntspannungsTraining ‘ (ket). Im ket werden praxisnahe und alltagstaugliche Körperbildungs-, Stressbewältigungs- und Entspannungs-Programme mit hoher gesellschaftlicher Relevanz unter dem Qualitätslabel SeKA – dies bedeutet Selbstinstruktive Körper-Achtsamkeitsprogramme – entwickelt, implementiert und evaluiert. Die Programme und Übungen werden passgenau für verschiedene Zielgruppen – Kinder, Jugendliche, Erwachsene, Senioren – in unterschiedlichen Settings – KiTas, Schulen, Betrieben, Senioreneinrichtungen – erarbeitet. Von 2014 bis 2020 wurde unter der Federführung von Fessler eine CAS-Ausbildungsreihe (CAS: Certificate of Advanced Study) zu den Themen ‚Körperbildung, Stressbewältigung, Entspannung‘ im Rahmen des an der Pädagogischen Hochschule Karlsruhe unter seiner Leitung durchgeführten Hochschulentwicklungsprojekts „Beyond School“ im Auftrag des Bundesministeriums für Bildung und Forschung entwickelt und evaluiert. Diese Aus-, Fort- und Weiterbildungen werden von der ket-Akademie für Körperbildung, Stressbewältigung, Entspannung angeboten, die seit 2020 am Karlsruher Institut für Technologie am dortigen Institut für Sport und Sportwissenschaft beheimatet ist.

## Mitgliedschaften
Norbert Fessler ist in zahlreichen Fachgesellschaften, Institutionen und Kommissionen aktiv:
- seit 2018 Geschäftsführender Herausgeber der Reihe „Körperbildung, Sport“ im Hofmann-Verlag, Schorndorf[9]
- seit 2010 Leitung „Karlsruher EntspannungsTraining“ – Akademie für Körperbildung, Stressbewältigung, Entspannung[10]
- seit 2006 Mitglied im Vorstand des Forschungszentrums für den Schulsport und den Sport von Kindern und Jugendlichen (FoSS) in gemeinsamer Trägerschaft des Karlsruher Instituts für Technologie und der Pädagogischen Hochschule Karlsruhe[11]
- 2002–2003 Mitglied der Arbeitsgruppe „Forschung Nachwuchsförderung“ des wissenschaftlich-medizinischen Beirates des Deutschen Sportbundes[12]
- 2001–2018 Mitglied des „Review Board“ der Zeitschrift „International Journal of Physical Education“, verantwortlich für „Curriculum Theory of Sport“[13]
- 2001–2002 Mitglied der Arbeitsgruppe zum „Jahr des Talents 2002“ des Landessportverbandes Baden-Württemberg
- 1999–2000 Mitglied der Arbeitsgruppe „Zusammenarbeit mit den Hochschulen des Landes Baden-Württemberg im Bereich des Sports“ des Landessportverbandes Baden-Württemberg
- 1997–2004 Geschäftsführender Herausgeber der Reihe „Materialien zu Sport und Bewegung“ im Hofmann-Verlag, Schorndorf
- 1994–2018 Geschäftsführender Herausgeber der Reihe „Sport“ im Hofmann-Verlag, Schorndorf
- 1987–1998 Mitglied in der Kommission „Lehrwesen und Bildung“ des Landessportverbandes Baden-Württemberg
- 1987–1998 Leitung der Landesarbeitsgemeinschaft Kooperation Schule/Sportverein Baden-Württemberg
- 1987–1995 Mitglied des Prüfungsteams der Übungsleiterlizenzen „Sport in Herzgruppen“, „Allgemeiner Behindertensport“ in Baden-Württemberg
- 1987–1989 Mitarbeit in der ad-hoc Arbeitsgruppe „Behindertensport“ des Deutschen Sportverbandes
- 1986–1989 Lehrwart des Badischen Schwimmverbandes und Mitglied im Vorstand des Badischen Schwimmverbandes
- 1981–1998 Referententätigkeit in der Schwimmtrainer- und Lehrerfortbildung

## Publikationen (Auswahl)
Norbert Fessler publizierte 29 Fachbücher und 161 Fachartikel (Stand August 2021).

### Schriften zu Körperbildung, Stressbewältigung, Entspannung und Gesundheit
Hierzu hat Norbert Fessler 14 Monographien und 85 Fachartikel veröffentlicht. Im Folgenden sind einige ausgewählte Monographien aufgeführt:
- N. Fessler (Hrsg.): Entspannung lehren und lernen in der Grundschule. Meyer & Meyer Verlag, Aachen 2013.[14]
- N. Fessler: Rasant entspannt. Die besten Minuten-Übungen gegen Alltagsstress. TRIAS Verlag, Stuttgart. (auch bei: Verlagsgruppe Random House 2013)
- N. Fessler, M. Knoll: Achtsamkeitstraining für Kinder. Konzentriert und entspannt in Kita, Grundschule mit fantasievollen Geschichten und Körper-Achtsamkeitsübungen. Ökotopia, Münster 2015. (3. Auflage. 2019)
- N. Fessler, M. Knoll: Fitness für Kids mit den 40 besten Körperübungen von Kopf bis Fuß. 2 Ausgaben erhältlich: Deutsch-Türkisch und Deutsch-Englisch. Anadolu Schulbuchverlag, Wassenberg 2015.
- N. Fessler: Einfach. Yoga. 6 Asana-Reihen für mehr Gesundheit, Achtsamkeit und Energie (unter Mitarbeit von Volker Linder). TRIAS Verlag, Stuttgart 2015.
- N. Fessler: Körper-Achtsamkeit. Das Basistraining für Einsteiger. Hofmann-Verlag, Schorndorf 2018.
- N. Fessler, V. Linder: Yoga der Achtsamkeit – für jedes Alter jeden Tag. Hofmann-Verlag, Schorndorf 2018.
- M. Müller, N. Fessler: Tennis 4ever. Achtsam mit dem Körper und sich selbst. Hofmann-Verlag, Schorndorf 2019.
- N. Fessler: Progressive Muskel-Relaxation nach Jacobson – für den täglichen Gebrauch. Hofmann-Verlag, Schorndorf 2020.
- N. Fessler, M. Müller: Faszien low intensity – Training für Vielsitzer im Beruf, für zuhause und unterwegs. Hofmann-Verlag, Schorndorf 2020.
- N. Fessler: Business Yoga – Breaks im Büro und im Homeoffice. Hofmann, Schorndorf 2021.

### Sportwissenschaftliche Schriften
Hierzu hat Norbert Fessler 14 Monographien und 76 Fachartikel veröffentlicht. Im Folgenden eine Auswahl zu seinen Monographien:
- N. Fessler, H. Rieder (Hrsg.): Kooperation von Schule und Sportverein in Deutschland. (= Schriftenreihe des Bundesinstituts für Sportwissenschaft. Band 92). Hofmann, Schorndorf 1997.
- N. Fessler, S. Ziroli (Hrsg.): Zusammenarbeit von Schule und Verein im Sport. Programme, Projekte und Perspektiven. Hofmann, Schorndorf 1997.
- N. Fessler, B. Seibel, K. Strittmatter (Hrsg.): Sport und Soziale Arbeit. Hofmann, Schorndorf 1998.
- N. Fessler u. a. (Hrsg.): Gemeinsam etwas bewegen! Sportverein und Schule – Schule und Sportverein in Kooperation. Hofmann, Schorndorf 1999.
- N. Fessler: Talentsuche und Talentförderung – Eine strukturanalytische Untersuchung der Talentfördergruppen in Baden-Württemberg. Hofmann, Schorndorf 1999.
- N. Fessler: Evaluation von Sportförderprogrammen. (= Schriftenreihe des Bundesinstituts für Sportwissenschaft. Band 105). Hofmann, Schorndorf 2002.
- N. Fessler u. a.: Förderung des leistungssportlichen Nachwuchses. Hofmann, Schorndorf 2002.
- N. Fessler, G. Stibbe (Hrsg.): Standardisierung, Professionalisierung, Profilierung –  Herausforderungen für den Schulsport. Schneider, Hohengehren 2007.
- N. Fessler, A. Hummel, G. Stibbe (Hrsg.): Handbuch Schulsport. Hofmann, Schorndorf 2010.

## Trivia
Norbert Fessler war in den 1970ern ein erfolgreicher Schwimmer im D-Kader (Nachwuchskader) und Badischer Landesmeister der Herren. Während seiner Zeit bei der Bundeswehr (stationiert in Mannheim) gehörte er der Sportfördergruppe Schwimmen an.